# مارتن كيمب
مارتن كيمب (بالإنجليزية: Martin Kemp)‏ هو موسيقي ومقدم تلفزيوني وممثل بريطاني، ولد في 10 أكتوبر 1961 بلندن في المملكة المتحدة.

## وصلات خارجية
- مارتن كيمب على موقع IMDb (الإنجليزية)
- مارتن كيمب على موقع ألو سيني (الفرنسية)
- مارتن كيمب على موقع ميوزك برينز (الإنجليزية)
- مارتن كيمب على موقع أول موفي (الإنجليزية)
- مارتن كيمب على موقع قاعدة بيانات الأفلام السويدية (السويدية)
- مارتن كيمب على موقع إن إن دي بي (الإنجليزية)
- مارتن كيمب على موقع ديسكوغز (الإنجليزية)
- مارتن كيمب على موقع قاعدة بيانات الفيلم (الإنجليزية)
- مارتن كيمب على موقع كينوبويسك (الروسية)